# Идар-Оберщайн
Идар-Оберщайн (на немски: Idar-Oberstein) е град в Югозападна Германия, окръг Биркенфелд на провинция Рейнланд-Пфалц. Създаден е през 1933 след обединяването на градовете Идар, Оберщайн, Алгенрод и Тифенщайн. Населението му е около 35 000 души (2005).

## Личности
Родени
- Брус Уилис (р. 1955), американски актьор